# Contusus
Contusus es un género de peces de la familia Tetraodontidae, del orden Tetraodontiformes. Este género marino fue descrito por primera vez en 1947 por Gilbert Percy Whitley.

## Especies
Especies reconocidas del género:
- Contusus brevicaudus Hardy, 1981
- Contusus richei (Fréminville, 1813)

### Lectura recomendada
- Eschmeyer, W. N. & Fricke, R.: Catalog of Fishes electronic version (7 August 2012) (ang.). California Academy of Sciences.